# Кулієв Ельдар Гуламович
Кулієв Ельдар Гулам оглу (29 серпня 1939, Баку) — азербайджанський дипломат. Постійний представник Азербайджану в Організації Об'єднаних Націй (1994—2001).

## Життєпис
Народився 29 серпня 1939 року в Баку. У 1963 році закінчив відділення арабської мови факультету сходознавства Азербайджанського державного університету. Був слухачем Дипломатичної академії МЗС СРСР (1976—1978). Курси удосконалення у дипломатичній Академії МЗС СРСР (1983—1984).
З 1963 року — перекладач арабської мови в Єгипті, на будівництві Асуанської греблі.
У 1965—1969 рр. — співробітник МЗС Азербайджанської РСР.
З 1969 року — віце-консул, а з 1972 консул СРСР Асуані (Єгипет).
З 1976 року — 1-й секретар посольства СРСР в Каїрі.
У 1978 році — був призначений консулом Генерального консульства СРСР у Стамбулі.
З 1984 року — працював у центральному апараті міністерства закордонних справ СРСР.
У 1889—1991 рр. — був радником-посланником Посольства СРСР у Демократичній Республіці Південний Ємен (Аден).
У 1991—1994 рр. — працював в апараті Міністерстві закордонних справ РФ.
29 серпня 1994 року Президент Азербайджану Гейдар Алієв запропонував Кулієву посаду Постійного представника Азербайджану в ООН.
У 1994 році — Указом Президента Азербайджана Гейдара Алієва йому було присвоєно звання Надзвичайного та Повноважного Посла.
У 1994—2001 рр. — Постійний представник Азербайджану в Організації Об'єднаних Націй.
З 2001 р. — Радник Президента Всеросійського Азербайджанського Конгресу. Згодом виконавчий директор Всеросійського азербайджанського конгресу (ВАК), громадської організації, що об'єднує азербайджанців, які живуть у РФ.